# Nick Eppehimer
Nicholas „Nick“ Eppehimer (* 20. November 1979 in Pottstown, Pennsylvania) ist ein ehemaliger US-amerikanischer Basketballspieler. Direkt nach dem Studium wurde Eppehimer Profi in Europa und gewann noch in der Saison 2002/03 mit Benetton Treviso die italienische Meisterschaft sowie die Vizemeisterschaft der EuroLeague 2002/03. Wie sein Bruder Brett verfügte Nick über die italienische Staatsbürgerschaft, die ihm in Folge der Bosman-Entscheidung günstigere Vertragsbedingungen verschaffte, da er so nicht unter restriktivere Ausländerbeschränkungen fiel. Trotzdem konnte Nick Eppehimer daraus nur wenig Kapital schlagen, da er in der Folge nur in den zweiten Ligen Italiens und Frankreichs sowie der wirtschaftlich und sportlich schwächeren schwedischen Liga spielte und nicht mehr das Niveau seiner ersten Profistation erreichte. Nach einer Saison bei einem unterklassigen französischen Verein war Nick Eppehimer nach 2009 nicht mehr professionell als Basketballspieler aktiv.

## Karriere
Nach der Schulzeit ging Eppehimer zum Studium an das Marist College in Poughkeepsie, wo er für die Hochschulmannschaft Red Foxes zwischen 1999 und 2003 in der Metro Atlantic Athletic Conference (MAAC) der NCAA spielte. Die Basketballmannschaft der Red Foxes, die ihre erfolgreichste Zeit in den 1980er Jahren hatte, konnte 2002 die reguläre Saison der MAAC gewinnen, was jedoch nicht zur Qualifikation für die landesweite NCAA-Endrunde reichte. In seinem letzten Collegejahr 2002/03 erzielte Eppehimer 17 Punkte pro Spiel, doch die Marist Red Foxes konnten sich erneut nicht für ein Turnier in der Postseason qualifizieren.
Nachdem die Red Foxes erneut nicht in der Postseason der NCAA vertreten waren, wurde Eppehimer direkt Profi und ging noch zum Ende der europäischen Spielzeit 2002/03 nach Italien, wo er beim Meister Pallacanestro Benetton aus Treviso Anfang April 2003 unter Vertrag genommen wurde. Im höchsten europäischen Vereinswettbewerb EuroLeague absolvierte er noch einen Einsatz im letzten Gruppenspiel in der Zwischenrunde beim 98:76-Sieg über den nationalen Konkurrenten Virtus Bologna, was aber bedeutungslos war, da Benetton als Gruppensieger schon für das Final-Four-Turnier qualifiziert war. Beim Finalturnier einen Monat später, als Benetton das Finale gegen den FC Barcelona verlor, wurde Eppehimer dann von Trainer Ettore Messina nicht mehr eingesetzt. In der nationalen Meisterschaft absolvierte er noch sechs Einsätze in 16 Spielen für den Titelverteidiger bei jedoch nur gut vier Minuten durchschnittlicher Einsatzzeit in der Lega Basket Serie A. In den Play-offs verteidigte Treviso seinen Titel gegen Skipper Bologna. Seine europäische Erfahrung half jedoch Eppehimer anschließend nicht weiter, um im Entry Draft der am höchsten dotierten Profiliga NBA ausgewählt zu werden oder anderweitig einen Vertrag in dieser Liga zu bekommen. So kehrte Nick Eppehimer zur Saison 2003/04 nach Italien zurück, in der auch sein drei Jahre älterer Bruder Brett erstmals nach Stationen in Deutschland, Spanien, England und Griechenland in der ersten italienischen Liga für den sizilianischen Aufsteiger aus Messina spielte. Nick bekam jedoch nur einen Vertrag in der zweiten italienischen Liga bei Banco di Sardegna aus Sassari auf Sardinien. Mitte Februar 2004 wurde sein Vertrag auf Sardinien gelöst und Nick wechselte zum Ligakonkurrenten Banca Popolare aus Ragusa ebenfalls nach Sizilien. Hier absolvierte er jedoch nur noch ein Spiel. Am Ende der Spielzeit belegten beide sizilianischen Vereine den letzten Tabellenplatz in der jeweiligen Spielklasse.
Zur Spielzeit 2004/05 wechselte Nick Eppehimer ins schwedische Norrköping zum dortigen Erstligaverein Dolphins in der Basketligan, wo mit Bill Magarity sr. der jüngere Bruder seines ehemaligen Collegetrainers Dave Magarity heimisch geworden war und als Spieler und Trainer gearbeitet hatte. Eppehimer erhielt zwar eine Einladung zum All-Star-Spiel der schwedischen Liga, schied aber mit seiner Mannschaft im Play-off-Halbfinale aus der Titelvergabe aus. Zur folgenden Spielzeit wechselte Eppehimer in die zweite französische Liga LNB Pro B zu ALM Basket aus Évreux, für die er jedoch nur zu Saisonbeginn zwei Spiele absolvieren konnte. Nach einer Verletzung wurde sein Vertrag Anfang Januar 2006 endgültig gelöst. Anschließend spielte Eppehimer eine weitere Spielzeit bei den Dolphins in Norrköping in der Saison 2006/07, bevor er in der darauffolgenden Saison aussetzte. In der Saison 2008/09 wurde er noch einmal in Frankreich aktiv für den drittklassigen Verein BC Longwy-Rehon aus Longwy in der NM1, bevor er wie sein Bruder Brett mit knapp 30 Jahren seine professionelle Karriere beendete.